# AMAモトクロス

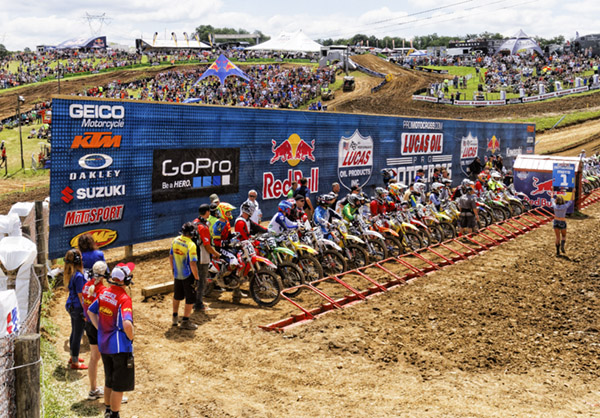
2014年ペンシルベニア州ハイ・ポイント・レースウェイ戦

AMAプロ・モトクロス選手権（AMA Pro Motocross Championship）は、AMA（アメリカモーターサイクル協会）が主催する屋外のモトクロスの全米選手権。5〜8月にかけて開催される。
過去には「AMAナショナルモトクロス選手権」と呼ばれていた。また2009年から2022年まではルーカル・オイルがタイトルポンサーとなって、「ルーカス・オイル・プロ・モトクロス」として開催されていた。

## 概要
例年1月に開幕するAMAスーパークロスシーズン終了直後の5月頃に開幕する。1大会2ヒート（レース）開催。アメリカの国内選手権だが、その競技レベルはモトクロス世界選手権より高いとも言われており、モトクロス世界選手権でチャンピオンを獲得したライダーが参戦することも多い。車両規定は基本的にスーパークロスと共通である。
1971年までアメリカ国内でインターAMA、トランズAMA、トランズUSA、ウィンターAMAなどの国際格式シリーズが開催されていたが、1972年よりこれらを統合して全米選手権となる。
1986年からプロトタイプのマシンが禁止され、市販車をベースとすることが義務付けられた。
250（現・AMAモトクロス）クラスと500クラスは1993年までは全13戦程度のシリーズを前期250クラス、後期500クラスと分けて開催されていた。当時バイクメーカーによっては商業的理由から500ccマシンが消え始めていたため、前期を250クラス、後期は125クラスに参戦するライダーもいた。
このことにより以下のような問題が生じた。
- 500クラスのマシンを持たないメーカーと契約しているライダーは、250クラスが開催されない後期から125クラスに途中参加という形になり、結果として通期で125クラスに参戦しているライダーと途中参戦のライダーとの実力とランキングが一致しない。

- 1980年代以降、250クラスには各メーカーのエース級ライダーが参加し、ラップタイムも500クラスより速い実質的最高峰クラスとなったため、興業的理由からシーズンを通して250クラスのレースを行いたい。

以上の理由から、1993年をもって500クラスは廃止された。250ccは4ストロークエンジンなら550ccまでの排気量拡大が認められた。
1996年に4ストロークを促進したい運営の意向により、4ストロークエンジンならば1シーズンにつき1台のみ、特別にプロトタイプ車での参戦が認可された。これを用いてKTMが選手権史上初めて4ストロークエンジン車でスーパークロスに参戦し、3位表彰台を獲得した。
1997年にカリフォルニア州の環境問題への意識の高まりに触発されたヤマハ発動機はAMAに働きかけ、将来の市販を前提とすることでプロトタイプの4ストローク車両をモトクロスとスーパークロスに参戦させた。ヤマハはYZM400Fを開発し、4ストロークで初勝利を収め、4ストローク化の流れを決定付けた。その後ホンダとスズキも特認ルールを用いて4ストロークエンジンを導入した。カワサキとハスクバーナは特認ルールを使わずに4ストロークエンジン化を行った。
1996年からは女子部門が新設 。
2023年からスタジアム開催のAMAスーパークロスの成績上位者と、全米最強決定戦を行うプレーオフのAMAスーパーモトクロスが秋から開催されることとなった。

## 開催クラス
- AMAモトクロス（旧250）

2ストローク250cc以下または4ストローク450cc以下のエンジン搭載車両
- AMAモトクロスライツ（旧125）

2ストローク125cc以下または4ストローク250cc以下のエンジン搭載車両
AMAモトクロスの特徴として、どちらのクラスにおいても、バイクへの改造はサスペンションや吸排気系に限られ、エンジンやトランスミッション、フレームへの改造は認められていない。そのため、全日本モトクロス選手権やモトクロス世界選手権のような、いわゆるプロトタイプのワークスマシンは基本的に出走できない。そのため、AMAモトクロスにおけるワークスマシンは、サスペンションやマフラーなどを特別製のパーツに交換し、フレームやエンジン・ミッションなどは、各部を構成するパーツの高度なバランス取りや、組み立て精度の向上などを施した仕様となっている。ただし、現在はAMAに申請をすれば、1車種につき1シーズンに限り、プロトタイプバイクの出走が認められる。なお、これらのマシンレギュレーションは、AMAスーパークロスについても同様である。

## 歴代チャンピオン
出典:
| Year   | 250cc                                | 125cc                              | 500cc                                |
| ------ | ------------------------------------ | ---------------------------------- | ------------------------------------ |
| 1972年 | ギャリー・ジョーンズ（カワサキ）     |                                    | ブラッド・ラッキー（カワサキ）       |
| 1973年 | ギャリー・ジョーンズ（ホンダ）       |                                    | ピエール・カールスマーカー（ヤマハ） |
| 1974年 | ギャリー・ジョーンズ（カンナム）     | マイク・スミス（ホンダ）           | ジム・ワイナート（カワサキ）         |
| 1975年 | トルガン・ディステファノ（スズキ）   | マイク・スミス（ホンダ）           | ジム・ワイナート（ヤマハ）           |
| 1976年 | トルガン・ディステファノ（スズキ）   | ボブ・ハンナ（ヤマハ）             | ケリー・ハワートン（ハスクバーナ）   |
| 1977年 | トルガン・ディステファノ（スズキ）   | ブロック・グローバー（ヤマハ）     | マイク・スミス（ホンダ）             |
| 1978年 | ボブ・ハンナ（ヤマハ）               | ブロック・グローバー（ヤマハ）     | リチャード・バージェット（ヤマハ）   |
| 1979年 | ボブ・ハンナ（ヤマハ）               | ブロック・グローバー（ヤマハ）     | ダニー・ラポルテ（スズキ）           |
| 1980年 | ケリー・ハワートン（スズキ）         | マーク・バーネット（スズキ）       | チャック・サン（ホンダ）             |
| 1981年 | ケリー・ハワートン（スズキ）         | マーク・バーネット（スズキ）       | ブロック・グローバー（ヤマハ）       |
| 1982年 | デニー・ハンセン（ホンダ）           | マーク・バーネット（スズキ）       | ダン・シュルツ（ホンダ）             |
| 1983年 | デビット・ベイリー（ホンダ）         | ジョニー・オマラ（ホンダ）         | ブロック・グローバー（ヤマハ）       |
| 1984年 | リック・ジョンソン（ヤマハ）         | ジェフ・ワード（カワサキ）         | デビット・ベイリー（ホンダ）         |
| 1985年 | ジェフ・ワード（カワサキ）           | ロン・ラシーン（ホンダ）           | ブロック・グローバー（ヤマハ）       |
| 1986年 | リック・ジョンソン（ホンダ）         | ミッキー・ダイモンド（ホンダ）     | デビット・ベイリー（ホンダ）         |
| 1987年 | リック・ジョンソン（ホンダ）         | ミッキー・ダイモンド（ホンダ）     | リック・ジョンソン（ホンダ）         |
| 1988年 | ジェフ・ワード（カワサキ）           | ジョージ・ホランド（ホンダ）       | リック・ジョンソン（ホンダ）         |
| 1989年 | ジェフ・スタントン（ホンダ）         | マイク・キドラウスキー（ホンダ）   | ジェフ・ワード（カワサキ）           |
| 1990年 | ジェフ・スタントン（ホンダ）         | ガイ・クーパー（スズキ）           | ジェフ・ワード（カワサキ）           |
| 1991年 | ジャン・ミッシェル・バイル（ホンダ） | マイク・キドラウスキー（カワサキ） | ジャン・ミッシェル・バイル（ホンダ） |
| 1992年 | ジェフ・スタントン（ホンダ）         | ジェフ・エミッグ（ヤマハ）         | マイク・キドラウスキー（カワサキ）   |
| 1993年 | マイク・キドラウスキー（カワサキ）   | ダグ・ヘンリー（ホンダ）           | マイク・ラロッコ（カワサキ）         |

| Year   | 250cc                                | 125cc                                      |
| ------ | ------------------------------------ | ------------------------------------------ |
| 1994年 | マイク・ラロッコ（カワサキ）         | ダグ・ヘンリー（ホンダ）                   |
| 1995年 | ジェレミー・マクグラス（ホンダ）     | スティーブ・ラムソン（ホンダ）             |
| 1996年 | ジェフ・エミッグ（カワサキ）\|       | スティーブ・ラムソン（ホンダ）             |
| 1997年 | ジェフ・エミッグ（カワサキ）\|       | リッキー・カーマイケル（カワサキ）         |
| 1998年 | ダグ・ヘンリー（ヤマハ）             | リッキー・カーマイケル（カワサキ）         |
| 1999年 | グレッグ・アルバーティン（スズキ）   | リッキー・カーマイケル（カワサキ）         |
| 2000年 | リッキー・カーマイケル（カワサキ）   | トラビス・パストラーナ（スズキ）           |
| 2001年 | リッキー・カーマイケル（カワサキ）   | マイク・ブラウン（カワサキ）               |
| 2002年 | リッキー・カーマイケル（ホンダ）     | ジェームス・スチュワート（カワサキ）       |
| 2003年 | リッキー・カーマイケル（ホンダ）     | グラント・ラングストン（KTM (オートバイ)） |
| 2004年 | リッキー・カーマイケル（ホンダ）     | ジェームス・スチュワート（カワサキ）       |
| 2005年 | リッキー・カーマイケル（スズキ）     | アイバン・テデスコ（カワサキ）             |
| 年     | モトクロス                           | モトクロスライツ                           |
| 2006年 | リッキー・カーマイケル（スズキ）     | ライアン・ビロポート（カワサキ）           |
| 2007年 | グラント・ラングストン（ヤマハ）     | ライアン・ビロポート（カワサキ）           |
| 2008年 | ジェームス・スチュワート（カワサキ） | ライアン・ビロポート（カワサキ）           |
| 年     | 450クラス                            | 250クラス                                  |
| 2009年 | チャド・リード（ヤマハ）             | ライアン・ダンジー（スズキ）               |
| 2010年 | ライアン・ダンジー（スズキ）         | トレイ・カナード（ホンダ）                 |
| 2011年 | ライアン・ビロポート（カワサキ）     | ディーン・ウィルソン（カワサキ）           |
| 2012年 | ライアン・ダンジー（KTM）            | ブレイク・バゲット（カワサキ）             |
| 2013年 | ライアン・ビロポート（カワサキ）     | イーライ・トマック（ホンダ）               |
| 2014年 | ケン・ロクスン（KTM）                | ジェレミー・マーティン（ヤマハ）           |
| 2015年 | ライアン・ダンジー (KTM)             | ジェレミー・マーティン（ヤマハ）           |
| 2016年 | ケン・ロクスン (スズキ)              | クーパー・ウェブ (ヤマハ)                  |
| 2017年 | イーライ・トマック（カワサキ）       | ザック・オズボーン（ハスクバーナ）         |
| 2018年 | イーライ・トマック（カワサキ）       | アーロン・プレッシンジャー（ヤマハ）       |
| 2019年 | イーライ・トマック（カワサキ）       | アダム・シアンサルーロ（カワサキ）         |
| 2020年 | ザック・オズボーン（ハスクバーナ）   | ディランズ・フィランディス（ヤマハ）       |
| 2021年 | ディランズ・フィランディス（ヤマハ） | ジェット・ローレンス（ホンダ）             |
| 2022年 | イーライ・トマック（ヤマハ）         | ジェット・ローレンス（ホンダ）             |
| 2023年 | ジェット・ローレンス（ホンダ）       | ハンター・ローレンス（ホンダ）             |